# Chuyến thám hiểm Fram của Nansen l
Chuyến thám hiểm Fram của Nansen là chuyến nỗ lực đi thám hiểm trong giai đoạn 1844-1896 của nhà thám hiểm Fridtjof Nansen (người Na Uy) để đến được địa cực của Bắc Cực bằng cách khai thác dòng hải lưu Đông Bắc tự nhiên của Bắc Băng Dương. Trước sự nản lòng của các nhà thám hiểm ở vùng cực khác, Nansen đã đưa con tàu Fram của mình tới Quần đảo Mới Siberi ở Bắc Băng Dương, đóng băng cô ấy trong băng đóng gói, và chờ đợi sự trôi dạt mang cô về phía cực. Nansen và một người bạn đồng hành được chọn, Hjalmar Johansen, đã rời tàu với một đội chó và những cây búa tạ và đi tới điểm cực. Họ đã không đạt được nó, nhưng họ đã đạt được một kỷ lục ở phía Bắc vĩ độ 86°13,6'B trước khi một cuộc tĩnh tâm dài trên băng và nước để đạt được an toàn tại Franz Josef Land. Trong khi đó, Fram tiếp tục trôi hướng về phía tây, cuối cùng xuất hiện ở Bắc Đại Tây Dương.